# Viskningar och rop (musikalbum)
Viskningar och rop är den svenska popgruppen Peggy Lejonhjärtas debutalbum, släppt 2004 på Dust Records. Det är till 2022 gruppens enda släppta album.

## Låtlista
Källa: 
| Nr  | Titel                                        | Text                             | Musik             | Längd |
| --- | -------------------------------------------- | -------------------------------- | ----------------- | ----- |
| 1.  | Viskningar                                   | Henrik Nilsson                   | Peggy Lejonhjärta | 0:49  |
| 2.  | Sista Styverns Trappor                       | Henrik Nilsson                   | Peggy Lejonhjärta | 3:50  |
| 3.  | (Framåt Är Bakåt Och Bakåt Är Fel) Stopp!    | Henrik Nilsson                   | Peggy Lejonhjärta | 2:40  |
| 4.  | Att Dansa Och Slåss                          | Henrik Nilsson, Torbjörn Nilsson | Peggy Lejonhjärta | 2:57  |
| 5.  | Cleo Street                                  | Henrik Nilsson, Torbjörn Nilsson | Ted Larsson       | 4:10  |
| 6.  | Två Bröder                                   | Henrik Nilsson                   | Peggy Lejonhjärta | 1:27  |
| 7.  | AB Stockholmshem                             | Henrik Nilsson                   | Peggy Lejonhjärta | 4:15  |
| 8.  | Till Lisa Whenever I May Find Her (Part Two) | Henrik Nilsson                   | Peggy Lejonhjärta | 4:24  |
| 9.  | Spår Nr 6                                    | Henrik Nilsson                   | Peggy Lejonhjärta | 3:11  |
| 10. | Förlorare                                    | Henrik Nilsson                   | Peggy Lejonhjärta | 7:51  |
| 11. | Rop                                          | Henrik Nilsson                   | Peggy Lejonhjärta | 1:15  |

## Albumtiteln
Albumets titel anspelar på filmen med samma namn av Ingmar Bergman. Även i albumets texter finns flera referenser till Bergman.

## Mottagande
Albumet lovordades av flera olika kritiker, och utnämndes av Expressen till bästa album sedan Håkan Hellströms debutalbum.